# Coxapopha yuyapichis
Coxapopha yuyapichis is een spinnensoort in de taxonomische indeling van de Dwergcelspinnen (Oonopidae).
Het dier behoort tot het geslacht Coxapopha. De wetenschappelijke naam van de soort werd voor het eerst geldig gepubliceerd in 2004 door Ott & Antonio D. Brescovit.